# Hilde-Katrine Engeli
Hilde-Katrine Engeli (Dombås, 4 de agosto de 1988) es una deportista noruega que compitió en snowboard. Ganó una medalla de oro en el Campeonato Mundial de Snowboard de 2011, en la prueba de eslalon paralelo.

## Medallero internacional
| Campeonato Mundial | Campeonato Mundial | Campeonato Mundial | Campeonato Mundial |
| Año                | Lugar              | Medalla            | Competición        |
| ------------------ | ------------------ | ------------------ | ------------------ |
| 2011               | La Molina (España) | Medalla de oro     | Eslalon paralelo   |